# NGC 5436
NGC 5436 ist eine Linsenförmige Galaxie mit aktivem Galaxienkern vom Hubble-Typ S0-a im Sternbild Bärenhüter und etwa 301 Millionen Lichtjahre von der Milchstraße entfernt.
Sie wurde, zusammen mit den benachbarten Galaxien NGC 5437 und NGC 5438, am 28. Juni 1883 von Wilhelm Tempel bei einer einzigen Beobachtung entdeckt.